# S&P GSCI
Der S&P GSCI (früher Goldman Sachs Commodity Index, GSCI) ist ein Rohstoffindex, der 24 verschiedene Futures umfasst, die an Warenterminbörsen gehandelt werden. Er wurde erstmals 1991 von Goldman Sachs berechnet und 2007 von Standard & Poor’s übernommen.

## Konzept
Der S&P GSCI umfasst 24 verschiedene Rohstoffe, die entsprechend dem Wert ihrer jährlichen Produktionsmenge mit jeweils aktuellen Preisen zueinander gewichtet werden. Entsprechend den Preisänderungen ändert sich auch das Gewicht des Rohstoffs im Index. Zugrundegelegt wird dabei der Durchschnitt der letzten fünf Jahre. 
Wie von jedem Rohstoffindex gibt es auch vom S&P GSCI einen Spot Return Index, einen Excess Return Index und einen Total Return Index.
Durch den Bezug auf den nächstliegenden Future und das regelmäßige Rollen können die zweite und dritte Variante des Index nachgebildet werden und sind investierbar. Die Futures werden monatlich nach einem festgelegten Schema gerollt. Die Indexanpassung erfolgt jährlich. Dieses sogenannte Rebalancing wird diskret mithilfe einer Prozedur durch ein Investmentkomitee durchgeführt.
Berücksichtigung finden ausschließlich Terminkontrakte, die eine ausreichend hohe Liquidität aufweisen, die in US-Dollar notieren und in einem Mitgliedsland der OECD gelistet sind. Darüber hinaus müssen die Kontrakte mindestens 1,0 Prozent vom Gesamtumsatz der im Index enthaltenen Rohstoffe betragen. Die Mindestgröße verhindert eine Zersplitterung auf zu viele Einzelpositionen. Ein Rohstoff wird entfernt, wenn sein Gewicht unter 0,1 Prozent fällt.
Der S&P GSCI gilt als ein Indikator für die zukünftige Entwicklung der Inflation oder die Kostenentwicklung in der Industrie. Er ist bei einer Trendwende am Rohstoffmarkt ein guter Frühindikator für den Rentenmarkt, da Rohstoffe in ihrer Tendenz gegenüber den Anleihen in der Regel einen Vorlauf von drei bis sechs Monaten besitzen. Zwischen den Zinsen der Anleihen und den Rohstoffpreisen besteht auch zeitlich eine enge Verbindung.
Zusammenhänge des S&P GSCI mit dem geometrisch gewichteten U.S. Dollar Index und dem handelsgewichteten Trade Weighted US Dollar Index sind erkennbar. Ein fallender US-Dollar ist gleichzusetzen mit inflationären Tendenzen und tendenziell steigenden Rohstoffpreisen. Dies gilt insbesondere für die Agrarrohstoffe und den Ölpreis.

## Zusammensetzung
Die folgende Übersicht zeigt die Rohstoffe, ihre Gewichtung im Index und die Börse, an der die Futures gehandelt werden (Stand 31. Dezember 2010).
| Rohstoff          | Gewichtung in % | Börse                        |
| ----------------- | --------------- | ---------------------------- |
| WTI-Erdöl         | 34,6            | New York Mercantile Exchange |
| Brent-Erdöl       | 14,3            | ICE Futures                  |
| Gasöl             | 5,5             | ICE Futures                  |
| Heizöl            | 4,5             | New York Mercantile Exchange |
| Bleifreies Benzin | 4,3             | New York Mercantile Exchange |
| Erdgas            | 3,2             | New York Mercantile Exchange |
| Energie           | 66,5            |                              |
| Kupfer            | 4,0             | New York Mercantile Exchange |
| Aluminium         | 2,4             | London Metal Exchange        |
| Nickel            | 0,8             | London Metal Exchange        |
| Zink              | 0,6             | London Metal Exchange        |
| Blei              | 0,5             | London Metal Exchange        |
| Industriemetalle  | 8,3             |                              |
| Gold              | 2,9             | New York Mercantile Exchange |
| Silber            | 0,5             | New York Mercantile Exchange |
| Edelmetalle       | 3,4             |                              |
| Mais              | 4,3             | Chicago Board of Trade       |
| Chicago-Weizen    | 3,8             | Chicago Board of Trade       |
| Zucker            | 2,8             | ICE Futures U.S.             |
| Sojabohnen        | 2,7             | Chicago Board of Trade       |
| Baumwolle         | 1,8             | ICE Futures U.S.             |
| Kaffee            | 1,0             | ICE Futures U.S.             |
| Kansas-Weizen     | 0,8             | Kansas City Board of Trade   |
| Kakao             | 0,3             | ICE Futures U.S.             |
| Agrargüter        | 17,4            |                              |
| Lebendrind        | 2,5             | Chicago Mercantile Exchange  |
| Mageres Schwein   | 1,4             | Chicago Mercantile Exchange  |
| Mastrind          | 0,4             | Chicago Mercantile Exchange  |
| Lebendvieh        | 4,3             |                              |

## Geschichte

### Historischer Überblick
Der Spot Return Index startete am 8. Januar 1991 unter dem Namen Goldman Sachs Commodity Index (GSCI). Die Rückrechnung erfolgte bis zum 2. Januar 1970 auf einen Basiswert von 100 Punkten. 
Bis 1980 stieg der GSCI rechnerisch auf einen Rekordstand von 299,71 Punkten. Im Verlauf der Rezession Anfang der 1980er Jahre verlor der Index an Wert. 1986 lag das Tief bei 144,33 Punkten und damit um 51,8 Prozent tiefer als 1980. Nach einem Zwischenhoch am 6. Januar 1997 bei 231,82 Punkten sank der Rohstoffindex während der Asienkrise bis zum 21. Dezember 1998 auf einen Tiefststand von 127,94 Punkten. Seit dem Höchststand von 1997 entspricht das einem Rückgang um 44,8 Prozent. 
In den folgenden Jahren stieg der Index aufgrund eines enormen Bedarfs an Rohstoffen in der Volksrepublik China und Indien stark an. Am 11. Mai 2006 überwand der GSCI erstmals die Grenze von 500 Punkten. Am 3. Juli 2008 wurde im Handelsverlauf mit 893,85 Punkten ein Allzeithoch markiert. Seit dem Tiefststand von 1998 entspricht das einem Anstieg um 598,6 Prozent.
Am 2. Februar 2007 übernahm Standard & Poor’s die Berechnung des Index. Um diese Änderung widerzuspiegeln, wurde der Goldman Sachs Commodity Index in S&P GSCI umbenannt.
Im Verlauf der internationalen Finanzkrise, die 2007 in der US-Immobilienkrise ihren Ursprung hatte, begann der Index zu sinken. 2008 wirkte sich die Finanzkrise zunehmend auf die Realwirtschaft aus. Wegen der weltweit geringeren Nachfrage auf den Rohstoffmärkten kam es vor allem ab Beginn des vierten Quartals 2008 zu starken Preisrückgängen. Am 19. Februar 2009 fiel der S&P GSCI im Handelsverlauf mit 305,58 Punkten auf den tiefsten Stand seit 2005. Seit dem Allzeithoch von Juli 2008 entspricht das einem Rückgang um 65,8 Prozent. Das ist der größte Sturz in der Geschichte des Index. Der 19. Februar 2009 bedeutete das Ende der Talfahrt. Ab Anfang 2009 war der Rohstoffindex wieder auf dem Weg nach oben. 
Am 11. April 2011 stieg der Index im Handelsverlauf auf 762,22 Punkte. Das bedeutet seit Februar 2009 eine Zunahme um 149,4 Prozent. Besonders stark war der Preisanstieg bei den Agrarrohstoffen. Vor allem Fleisch, Getreide, Zucker sowie Öle und Fette verteuerten sich seit Mitte 2010. Als Gründe werden mehrere Faktoren genannt (steigende Weltbevölkerung, wachsende Geldmenge, Spekulationen auf den Agrarmärkten, Ernteausfälle durch Naturkatastrophen, Exportbeschränkungen einiger Länder). Folgen der hohen Rohstoffpreise sind ein Anstieg der Inflation und der Ausbruch von Unruhen in Teilen der Welt.

### Jährliche Entwicklung
Die Tabelle zeigt die jährlichen Höchst-, Tiefst- und Schlussstände des S&P GSCI Spot Return Index. Dieser Index kann wegen seines Berechnungsverfahrens nicht für tatsächliche Investitionen nachgebildet werden.
| Jahr  | Höchststand | Tiefststand | Schlussstand |
| ----- | ----------- | ----------- | ------------ |
| 1991  | 228,35      | 174,43      | 176,92       |
| 1992  | 196,03      | 172,65      | 181,01       |
| 1993  | 191,62      | 161,38      | 163,55       |
| 1994  | 185,01      | 163,41      | 180,76       |
| 1995  | 208,02      | 171,19      | 203,50       |
| 1996  | 229,87      | 182,66      | 215,26       |
| 1997  | 231,82      | 175,11      | 175,62       |
| 1998  | 177,62      | 127,94      | 133,02       |
| 1999  | 199,61      | 129,38      | 194,54       |
| 2000  | 265,93      | 187,73      | 246,92       |
| 2001  | 250,40      | 160,12      | 169,15       |
| 2002  | 246,53      | 161,72      | 235,15       |
| 2003  | 284,61      | 211,63      | 260,54       |
| 2004  | 374,89      | 254,74      | 310,47       |
| 2005  | 478,08      | 301,32      | 431,72       |
| 2006  | 512,36      | 405,22      | 433,94       |
| 2007  | 623,63      | 389,81      | 610,16       |
| 2008  | 893,85      | 308,50      | 324,84       |
| 2009  | 529,46      | 305,58      | 524,62       |
| 2010  | 633,77      | 458,56      | 631,83       |
| 2011  | 762,22      | 572,92      | 644,91       |
| 2012¹ | 717,45      | 555,56      | 646,58       |

¹ 31. Dezember 2012